# Gråstarr
För ögonsjukdomen, se Grå starr
Gråstarr (Carex canescens) är en art i släktet starrar och familjen halvgräs.  Gråstarr växer ofta tättuvad och har strån som är sträva upptill och utåtböjda. Dess basala slidor är ljust gråbruna och de grågröna bladen blir från två till fyra mm breda, är mjuka och har nästan samma längd som stråna. Axsamlingen blir från tre till sju cm och har tre till sju gulgröna ax, med hanblommorna nederst i axen. Axens stödblad är korta och styva. Axfjällen blir från 1,5 till 2 millimeter, är hinnartade och har en grön mittnerv. De ljusgröna fruktgömmena blir från två till tre mm, blir senare bruna, matta och har tydliga nerver. De har även en sträv näbb utan slits på ryggsidan. Gråstarr blir från 20 till 50 centimeter hög och blommar från juni till juli. De bildar, mer eller mindre ovanligt, hybrider med nålstarr, myrstarr, ripstarr, nordstarr, repestarr, norskstarr, skärmstarr och tågstarr.

## Utbredning
Gråstarr är vanlig i Norden och påträffas vanligtvis på fuktig till blöt, mager dy- eller torvjord, såsom sumpskogar, fuktängar, myrar, diken, skogsvägkanter och stränder. Dess utbredning i Norden sträcker sig till hela Finland, Sverige, Danmark, Norge och längs hela Islands kustland.

## Synonymer
- (Carex curta)